# Cocoon (film)
Cocoon is een Amerikaanse komedie-sciencefictionfilm uit 1985 onder regie van Ron Howard. De productie won de Academy Awards voor beste visuele effecten en beste acteur in een bijrol (Don Ameche). Regisseur Howard kreeg daarnaast een Saturn Award uitgereikt en tevens de Young Venice Award van het Filmfestival van Venetië 1985.
Cocoon werd in 1988 vervolgd met Cocoon: The Return, waarin het merendeel van de originele acteurs terugkeerde.

## Verhaal
De Sammy Shores Retirement Community is een woongemeenschap die bejaarden voorziet van onderdak, maaltijden en dagelijkse begeleide activiteiten. Ernaast bevindt zich een groot, leegstaand huis met een binnenzwembad en een flink landgoed eromheen. Drie oude mannelijke bewoners, Art Selwyn (Don Ameche), Ben Luckett (Wilford Brimley) en Joe Finley (Hume Cronyn) zien hierdoor regelmatig kans om het huis binnen te sluipen en gebruik te maken van het zwembad.
De zaken van schipper Jack Bonner (Steve Guttenberg) lopen niet best, maar daar komt verandering in wanneer een viertal personen onder leiding van Walter (Brian Dennehy) zich bij hem meldt. Ze willen hem en zijn boot 27 dagen huren om op een specifieke plek in de zee te gaan duiken. Art, Ben en Joe daarentegen zien het viertal met lede ogen aankomen, want naast de boot wordt ook het huis met 'hun' zwembad afgehuurd. Ze besluiten stiekem toch te blijven gaan zwemmen wanneer de duikexpeditie op pad is. Er liggen niettemin inmiddels een aantal lichaamsgrote, steenachtige voorwerpen in het water. Terwijl ze in het bad liggen, voelen ze zich tot hun verbazing ineens met de seconde fitter en vitaler worden. Als ze 's avonds thuiskomen, verrassen ze hun vrouwen met fikse erecties. Bens rijbewijs is net afgenomen omdat zijn ogen te slecht waren geworden, maar die verbeteren nu weer en Joes pas ontdekte kanker is volledig verdwenen. Omdat dit allemaal met het zwembad te maken moet hebben, gaan ze vanaf dan elke dag zwemmen en worden de drie het energieke middelpunt van de woongemeenschap.
Schipper Bonner ziet de opgedoken 'stenen' alleen stevig ingepakt en is razend nieuwsgierig wat deze nu precies zijn. De aantrekkelijke duikster Kitty (Tahnee Welch) probeert hem wijs te maken dat het enorme, zeldzame slakkenhuizen zijn die ze voor veel geld aan een museum gaan verkopen. Dat dit niet waar is, merkt Bonner wanneer hij stiekem door het sleutelgat kijkt als Kitty zich op haar kamer staat uit te kleden. Ze trekt namelijk niet alleen haar kleren uit, maar haar hele menselijke lichaam blijkt een vermomming. Walter en zijn drietal helpers zijn aliens. Bonner wil er in paniek vandoor, maar realiseert zich dat hij midden op zee zit. Hij laat zich kalmeren door Walter die hem uitlegt dat ze geen kwaad in de zin hebben en wat er aan de hand is.
Het viertal komt van de planeet Antarea. Hun soort had 10.000 jaar geleden een vestiging op Aarde, maar deze bleek een ongelukkige keus: hun woonplaats Atlantis verzonk en de Antareanen vluchtten met hun schepen de ruimte in. Ze hadden alleen niet genoeg ruimte voor iedereen, zodat ze een aantal van hun soortgenoten in cocons in zee achterlieten om die later op te halen. Dat komen de vier nu doen. Het zwembad waarin ze hen leggen, is opgeladen met geneeskrachtige energie, zodat ze kunnen aansterken om de ruimtereis te overleven.
Tijdens een van hun zwembeurten worden Art, Ben en Joe betrapt door Walter. Ze gaan snel weg en mijden het bad een tijd, maar merken dat ze snel weer strammer en vermoeider worden. Ben is bang dat Joes kanker ook terugkomt en gaat daarom met Walter praten. Die stemt erin toe dat de drie blijven zwemmen. Ze mogen alleen niet aan de cocons komen én ze moeten strikt geheimhouden wat er in het zwembad gebeurt. 
Dit lekt toch uit. Ze nodigden namelijk hun vriend Bernie Lefkowitz (Jack Gilford) uit om ook te komen zwemmen, maar die vindt de verjongingskrachten tegennatuurlijk en schreeuwt dit boos door de eetzaal, waardoor iedereen kan horen dat het zwembad een soort Fontein van de Eeuwige Jeugd is. Daarop bestormen de bewoners van de woongemeenschap massaal het zwembad. Hierdoor is in een mum van tijd de geneeskrachtige energie eruit. De bewoners van verschillende cocons sterven omdat er ruw met hun behuizingen wordt omgesprongen. Walter heeft een enorm probleem want hij kan zijn te zwakke soortgenoten nu niet meenemen...

## Rolverdeling
| Acteur            | Personage         |
| ----------------- | ----------------- |
| Don Ameche        | Arthur Selwyn     |
| Wilford Brimley   | Benjamin Luckett  |
| Hume Cronyn       | Joseph Finley     |
| Brian Dennehy     | Walter            |
| Jack Gilford      | Bernard Lefkowitz |
| Steve Guttenberg  | Jack Bonner       |
| Maureen Stapleton | Marilyn Luckett   |
| Jessica Tandy     | Alma Finley       |
| Gwen Verdon       | Bess McCarthy     |
| Herta Ware        | Rosie Lefkowitz   |
| Tahnee Welch      | Kitty             |
| Barret Oliver     | David             |
| Linda Harrison    | Susan             |
| Tyrone Power Jr.  | Pillsbury         |
| Clint Howard      | John Dexter       |

## Productie
Het scenario werd geschreven door Tom Benedek op basis van een manuscript van Saperstein. Pas nadat de film een succes bleek werd dit als boek uitgebracht. De opnames duurden twaalf weken en gebeurden op locatie in Florida.

## Trivia
- Acteurs Hume Cronyn en Jessica Tandy (Joe en Alma Finley) waren in realiteit ook meer dan vijftig jaar met elkaar getrouwd.
- Acteur Wilford Brimley was nog maar 49 jaar oud toen hij gecast werd. Zijn haar en snor werden grijs geverfd om de rol geloofwaardig te spelen. Ook Gwen Verdon was maar 59 jaar oud.